# 钙岩肋毛蕨
钙岩肋毛蕨（学名：Ctenitis calcarea）为叉蕨科肋毛蕨属下的一个种。

## 扩展阅读
- 維基物種上的相關：钙岩肋毛蕨